# Міо (Мічиган)
Міо (англ. Mio) — переписна місцевість (CDP) в США, в окрузі Оскода штату Мічиган. Населення — 1690 осіб (2020).

## Географія
Міо розташоване за координатами 44°39′44″ пн. ш. 84°8′46″ зх. д. / 44.66222° пн. ш. 84.14611° зх. д. (44.662314, -84.145991).  За даними Бюро перепису населення США в 2010 році переписна місцевість мала площу 23,26 км², з яких 21,67 км² — суходіл та 1,59 км² — водойми.

## Демографія
Згідно з переписом 2010 року, у переписній місцевості мешкало 1826 осіб у 804 домогосподарствах у складі 486 родин. Густота населення становила 79 осіб/км².  Було 1211 помешкання (52/км²).
Расовий склад населення:
| - 96,5 % — білих - 0,8 % — корінних американців - 0,2 % — чорних або афроамериканців - 0,1 % — азіатів |

До двох чи більше рас належало 1,9 %. Частка іспаномовних становила 1,4 % від усіх жителів.
За віковим діапазоном населення розподілялося таким чином: 23,0 % — особи молодші 18 років, 58,9 % — особи у віці 18—64 років, 18,1 % — особи у віці 65 років та старші. Медіана віку мешканця становила 43,1 року. На 100 осіб жіночої статі у переписній місцевості припадало 93,8 чоловіків;  на 100 жінок у віці від 18 років та старших — 89,5 чоловіків також старших 18 років.
Середній дохід на одне домашнє господарство  становив 36 720 доларів США (медіана — 26 935), а середній дохід на одну сім'ю — 45 684 долари (медіана — 39 554). Медіана доходів становила 36 184 долари для чоловіків та 31 023 долари для жінок. За межею бідності перебувало 23,8 % осіб, у тому числі 38,6 % дітей у віці до 18 років та 11,6 % осіб у віці 65 років та старших.
Цивільне працевлаштоване населення становило 733 особи. Основні галузі зайнятості: виробництво — 18,7 %, мистецтво, розваги та відпочинок — 17,5 %, освіта, охорона здоров'я та соціальна допомога — 12,3 %, науковці, спеціалісти, менеджери — 11,2 %.